# NGC 1832
NGC 1832 је спирална галаксија у сазвежђу Зец која се налази на NGC листи објеката дубоког неба.
Деклинација објекта је - 15° 41' 20" а ректасцензија 5h 12m 3,0s. Привидна величина (магнитуда) објекта NGC 1832 износи 11,3 а фотографска магнитуда 12,1. Налази се на удаљености од 26,228 милиона парсека од Сунца. NGC 1832 је још познат и под ознакама MCG -3-14-10, IRAS 05098-1544, PGC 16906.